# Okręg wyborczy Monklands East
Okręg wyborczy Monklands East powstał w 1983 r. i wysyłał do brytyjskiej Izby Gmin jednego deputowanego. Okręg został zlikwidowany w 1997 r.

## Deputowani do brytyjskiej Izby Gmin z okręgu Monklands East
- 1983–1994: John Smith, Partia Pracy
- 1994–1997: Helen Liddell, Partia Pracy